# Bande à part (film)
Pour les articles homonymes, voir Bande à part.
Pour plus de détails, voir Fiche technique et Distribution.
Bande à part est un film français réalisé par Jean-Luc Godard, sorti en 1964. Le scénario est inspiré du roman Pigeon vole (Fools' Gold, 1958) de l'écrivaine américaine Dolores Hitchens.

## Synopsis
Frantz et Arthur, deux jeunes hommes qui ont un faible pour les héros américains endurcis, préparent un cambriolage. Frantz a fait la connaissance, lors d'un cours d'anglais dans un institut privé parisien, de la jeune Odile. Cette dernière révèle bientôt à Frantz que sa tante Victoria qui l'héberge loue une chambre de son pavillon de Joinville à un mystérieux M. Stoltz, qui y cacherait une grosse somme d’argent liquide.
Arthur gagne sans peine la confiance de la naïve et innocente Odile et fait d'elle la complice des deux amis qui ont des vues sur elle. Odile est tiraillée entre une soumission facile et une résistance défiante. Les trois passent les jours suivants à faire des excursions informelles dans la Simca décapotable de Frantz ainsi que dans des cafés parisiens et Odile semble tomber amoureuse d'Arthur.
Lorsque l'oncle louche d'Arthur fait pression pour obtenir l'argent, Frantz et Arthur passent à l'action : en plein jour, ils pénètrent dans la villa en présence d'Odile et de la maîtresse de maison Madame Victoria, mais trouvent la chambre de Monsieur Stolz fermée. Le ton d'Arthur se durcit alors et il frappe Odile, en la menaçant pour qu'elle se procure la clef avant le lendemain.
Le lendemain, Madame Victoria donne la clef sous la menace d'un pistolet. Elle est ensuite ligotée, bâillonnée et enfermée dans une armoire. Dans la chambre, Arthur et Frantz ne trouvent qu'une seule liasse de billets. Lorsqu'ils veulent connaître les autres cachettes de Madame Victoria, ils la trouvent inanimée et la croient morte. Pris de panique, ils s'enfuient de la villa, laissant Arthur derrière eux sous un prétexte quelconque.
Entre-temps, en rentrant chez eux, Frantz et Odile voient l'oncle d'Arthur se rendre à la villa et font demi-tour. Ils assistent à un duel au pistolet entre Arthur et son oncle pour la possession de l'argent trouvé dans la niche du chien, duel au cours duquel ils meurent tous les deux. Ils assistent ensuite à l'arrivée de Monsieur Stolz, qui ramasse l'argent qui traîne et rencontre à la porte d'entrée Madame Victoria, qu'il croyait morte.
François et Odile s'enfuient sans être surveillés. Ils s'avouent leur amour et veulent partir pour le Brésil avec la petite part d'argent trouvée en premier. Sur le bateau, on entend le narrateur en voix hors champ : « Dans un prochain film, on vous racontera — en cinémascope et Technicolor cette fois — les nouvelles aventures d'Odile et de Frantz dans les pays chauds ».

## Fiche technique
- Titre original : Bande à part
- Titres de travail : Sammy, Arthur et Anouchka ou Les Mimis[1]
- Réalisation : Jean-Luc Godard, assisté de Jean-Paul Savignac et Pierre Delanjeac
- Scénario : Jean-Luc Godard
- Photographie : Raoul Coutard
- Cadreur : Georges Liron
- Montage : Françoise Collin, Agnès Guillemot et Dahlia Ezove
- Musique : Michel Legrand et Jean Ferrat
- Costumes : Christiane Fageol
- Société de production : Anouchka Films, Orsay Films
- Société de distribution : Columbia France
- Pays de production :  France
- Langue originale : français
- Format : Noir et blanc - Son mono - 35 mm
- Genre : Drame
- Durée : 97 minutes
- Dates de sortie : 
  - France : 5 août 1964
- Affiche : Georges Kerfyser (France)

## Distribution
- Anna Karina : Odile
- Sami Frey : Franz
- Claude Brasseur : Arthur
- Danièle Girard : la professeure d'anglais
- Louisa Colpeyn : Madame Victoria
- Chantal Darget : la tante d'Arthur
- Georges Staquet : le légionnaire
- Ernest Menzer : l'oncle d'Arthur
- Jean-Claude Rémoleux : l'élève buveur d'alcool

## Production

### Genèse et développement
Après la « grosse » production franco-italienne Le Mépris, il était temps pour Godard de réaliser un film à petit budget tourné en peu de temps, comme à l'aube de l'histoire du cinéma (et aussi au début de sa carrière de réalisateur), en imitant explicitement les films hollywoodiens de série B qu'appréciaient aussi bien Godard que son ami et collègue François Truffaut. Il décide donc de porter à l'écran une transposition très libre d'un roman qu'il a lu dans la collection Série noire bon marché de Gallimard.

« Le Mépris était en couleurs, en scope, en Italie, avec une vedette, de l'argent américain... Le meilleur moyen pour moi de changer de direction était de me donner des contraintes. Je n'ai pas pu faire autrement. Je me suis dit : « Je vais faire de Bande à part un petit de série Z comme certains films américains que j'aime bien. »

— Jean-Luc Godard,
Pour ce film, Godard fonde sa propre société de production, Anouchka Films, mais il a tout de même besoin d'argent pour les droits de distribution dans le monde. Pendant un temps, Pierre Braunberger lui propose un peu d'argent moyennant une projection en deuxième exclusivité dans sa salle Le Panthéon, mais c'est finalement la Columbia qui s'offre Godard. Quand le réalisateur demande un financement de 100 000 dollars à la Columbia, on lui répond que c'est un tarif élevé pour un si jeune réalisateur. « Non, pas 100 000 dollars pour moi, c'est pour tout le film », répond-il.

### Attribution des rôles
Le réalisateur décide d'engager sa femme dont il se sépare, Anna Karina, pour tenter de la sortir de la dépression après deux tentatives de suicide (en octobre puis en novembre 1963) dans son nouvel appartement du 9, rue Toullier, près du Panthéon. En janvier 1964, alors que Godard tourne un sketch du film collectif Paris vu par…, Anna est hospitalisée en psychiatrie pendant six semaines. Quand il revient la chercher à l'hôpital psychiatrique de l'Ouest parisien dans son cabriolet, il lui annonce tout de go de commencer le tournage du film dans les quinze jours.

« Quand Jean-Luc est venu me chercher pour Bande à part, j'ai vu tout tourner, le bruit autour de nous, boulevard Saint-Germain, me terrifiait. Je sortais de plusieurs semaines de calme, et là, ce qu'il m'annonçait, le trafic, la ville, c'était un mélange d'excitation et d'angoisse. Je ne sais pas s'il m'aimait pas assez ou s'il m'aimait trop. Mais quand un tournage s'annonçait, il m'aimait de nouveau très fort. Ce jour-là, cependant, j'ai eu l'impression qu'il m'aimait comme une marionnette. C'était lui le génie et moi le pantin. Je ne savais pas si je devais rire ou pleurer. »

— Anna Karina

### Tournage
Le tournage a duré exactement un mois, du 17 février au 17 mars 1964, dans la banlieue est de Paris, puis autour de la place d'Italie et entre Joinville et Saint-Maurice sur les bords de la Marne. Pour les plans extérieurs, le caméraman Coutard utilise une caméra Arriflex 2 C, qui peut être tenue à l'épaule pour donner une impression de vitesse. Le son est un son direct. 
C'est un film sur la nostalgie du réalisateur pour ses propres origines, pour le classicisme, pour « la volonté de prolonger la grâce des premiers temps et des premiers films ». Il est organisé autour d'un « trio à égalité » de personnages. Odile, Franz et Arthur sont à eux seuls les personnages les plus godardiens qui soient : innocents, purs, naïfs, ils sont de jeunes animaux sauvages que la société n'a pas encore corrompus.

« Odile arrive en droite ligne du romantisme anglais du XIXe siècle, mais aussi, et en ligne beaucoup plus droite, du classicisme allemand du siècle d'avant... Errant entre le premier et le second degré, entre Franz et Arthur, Odile commet sincèrement l'erreur de raisonner par rapport aux événements et non aux hommes ; Arthur, né dans le limon, pas très loin de Rueil, est un de ces personnages pour qui les métaphores n'ont jamais besoin d'explication. Il croit en effet aux décors et aux apparences, à Billy le Kid et Cyd Charisse. Autrement dit, c'est un garçon pour qui la vie est totalement dénuée de mystère, mais avec toute la poésie qu'implique le mot total ; Franz, si l'on met ses problèmes en équation, elle sera presque à coup sûr du second degré, comme celle de ses grands aînés, le Cid, Lorenzaccio. Car Franz prend tout à l'envers, la vie, la mort et son amour avec Odile, qui finira donc par là où il n'avait pas commencé, le calme et le bonheur, Franz cache sans doute un cœur de Richard III sous un imperméable acheté dans un roman de Simenon... »

— Jean-Luc Godard
La chanson qu'Odile chante dans le métro est tirée d'un passage du poème de Louis Aragon J'entends, j'entends (dans son recueil de poèmes Les Poètes) et a été interprétée plus tard en musique par Jean Ferrat. Patrick Modiano, dont la mère était l'interprète de Madame Victoria, a raconté lors d'un entretien qu'une scène du film avait été filmée quai Conti depuis sa chambre dans l'appartement de ses parents.
Le réalisateur s'attache à restituer l'ambiance populaire et poétique des films français d'avant-guerre, par exemple les transpositions en noir et blanc des romans de Simenon. Tout au long du récit, décousu, incohérent et truffé de digressions, se succèdent des épisodes qui ont profondément marqué le goût des amateurs de séries B, comme l'amusante danse à trois dans le café-restaurant, ou la séquence narrativement superflue de la visite de l'ensemble du musée du Louvre en moins de 9 minutes 45 ».
La danse dans le café se fait sur un Rhythm and blues spécialement écrit par Michel Legrand, qu'Anna Karina appelle la danse Madison. Le Madison est un type de danse collective exécutée « en ligne » avec des pas prédéterminés vers l'avant, vers l'arrière et sur le côté. Cette scène, tournée dans un café de Vincennes, est un hommage du réalisateur à sa femme, qui adore danser ; les répétitions ont duré au moins 15 jours et se sont poursuivies pendant la majeure partie du tournage, car Sami Frey et Claude Brasseur dansaient mal. Il existe un reportage vidéo de l'ORTF tourné dans le café de Vincennes le 6 mars 1964 et diffusé au journal de 13 heures le lendemain : pendant le tournage, alors que la musique joue en play-back, Godard entre en scène, écarte les acteurs et danse seul avec Anna Karina. Peut-être l'un des derniers gestes de tendresse du réalisateur pour sa femme, dont il divorcera bientôt.

## Exploitation
Le film est projeté en avant-première le 5 juillet 1964 lors de la Berlinale 1964, mais il est hors compétition, boudé et non sélectionné. Godard est furieux que Pierre Braunberger a préféré mettre à l'honneur un film de Claude Lelouch, L'Amour avec des si. Avec des lettres découpées dans le programme officiel du festival berlinois, Godard confectionne une « lettre anonyme » très identifiable où il écrit « Avec des si, Lelouch ne devrait pas aller au pays d'Hitler » et il adresse l'enveloppe « À Pierre Braunberger, producteur de Bunuel, de Renoir, de Truffaut, et d'autres grands et... celui de Lelouch ». La lettre va blesser Braunberger, Juif qui s'est caché pendant la guerre, car il assimile la provocation de Godard à des méthodes de délation pendant l'Occupation.
À Paris aussi, le film passe plutôt inaperçu lors des premières projections, et le chiffre total d'entrées en France est de 146 163 spectateurs, bien en-déça des 1,6 million d'entrées de son film précédent Le Mépris, mais aussi de son film suivant Une femme mariée qui dépasse 440 000 entrées. La presse n'est pas non plus très enthousiaste, plutôt acerbe, et globalement peu concernée. Seul Jean-Louis Bory aura un mot assez positif : « Bande à part, ce sont, vues par Godard, les fiançailles de Franz Kafka et d'Alice au pays des merveilles ».

### Accueil critique
Pour Jacques Morice dans Télérama, « Derrière « bande à part », il faut entendre déviance, contrebande ou encore dandysme. Les dandys sont ici des jeunots attardés — Sami Frey, Claude Brasseur, derrière leur pupitre du cours d'anglais — qui s'amourachent d'une Anna Karina plus Lillian Gish que jamais, avec ses tresses et sa jupe plissée. Leur vie ressemble à du cinéma, à une série B de Joseph Lewis mâtinée de francité. Galurin vissé sur la tête, revolver à la main, ils se la jouent en Simca décapotable du côté de la Marne, entre Melville et Simenon ».
Pour Erick Maurel sur dvdclassik, il s'agit d'« un film au ton très particulier, ni triste ni gai, un patchwork totalement improbable entre film noir burlesque, exercice de style, cinéma-vérité fantaisiste et comédie romantique impertinente. Une œuvre expérimentale et iconoclaste tour à tour passionnante et agaçante, frondeuse et légère, mais dont la liberté et la juvénilité s’avèrent dans l’ensemble sacrément réjouissantes. Le ressenti final est plus que positif même si aux maladresses et à la superficialité voulue de l’ensemble il est permis de préférer le lyrisme, l’intelligence et l’émotion qui sourdaient continuellement du sublime Le Mépris ».
Pour Louis Skorecki dans Libération, « Bande à part est un grand film classique, le seul Godard (avec Les Carabiniers) à ne pas sortir d'un tournage catastrophique récupéré in extremis au montage [...] Godard, c'est celui qui met Marie sur le trottoir, et qui, en venant relever les compteurs dans la salle de montage, se rend compte qu'il n'a pas fait Loulou (celui de Pabst avec Louise Brooks, évidemment). En quelques coups de cutter, il recoupe les morceaux. [...] Tout ça pour dire que Godard est le plus grand cinéaste américain. Il n'y a que les Américains qui ne le savent pas. Même les poissons du lac Léman le savent ».
Pour Antoine du Jeu dans Les Inrocks, « Michel Legrand donne le tempo d’un film qui court à toute allure (la mythique visite au Louvre en trente secondes chrono). Parce que ces jeunes gens qui changent de bistrot comme de chemises n’ont plus vraiment de temps : l’âge adulte guette et gâte. Un pied dans l’enfance, comme tout un pan du cinéma que l’on aime (Cocteau, Vigo, Carax), l’autre dans le petit banditisme, cette jeunesse fougueuse qui passe d’un Madison exaltant aux larmes des ruptures, en quelques raccords hachés, s’affirme dans un formidable élan de vie. ».
Pour Bruno Dequen dans la revue 24images, « Paradoxalement, derrière les quelques clins d’œil à la culture populaire anglophone (Billy the Kid, Shakespeare), Bande à part est probablement l’un des films les plus profondément français de Godard. Il comporte un nombre incroyable de citations et d’allusions qui font référence au contexte de l’époque (blagues inspirées de publicités, de boutiques), mais qui sont surtout inspirées de la poésie. Rimbaud, Queneau et Aragon sont les véritables pères spirituels d’un film qui réussit finalement à opérer ce grand écart si godardien entre le pur jeu antiréaliste et le constat infiniment triste d’une culture qui disparaît ».
Pour la critique italienne de filmtv.it, « Comme toujours avec Godard, il ne sert à rien de raconter les méandres de ses films », mais de constater qu'ici, il s'agit d'un « mélange troublant de digressions métalinguistiques, d'ironie subtile et de faux temps morts (comme dans la scène de danse au café) ».
La critique américaine de cinéma Pauline Kael a décrit Bande à part comme « une rêverie de film de gangsters » et « peut-être le film le plus délicatement charmant de Godard »,. Selon le critique russo-américain Ignatiy Vishnevetsky, le charme extérieur du film contraste avec sa tristesse : « Bande à part contient certaines des images les plus sublimes du médium sur la possibilité de tout faire de la jeunesse, mais il capture également le désespoir et la solitude d'être jeune sans rien à faire. Qu'ils planifient un crime ou exécutent un numéro de danse improvisé, le trio est principalement motivé par l'ennui, et tout porte une teinte de noirceur personnelle ».
Pour la revue allemande Cinema, « Godard traduit cette histoire simple en un cinéma ironique où l'espace et le temps sont à l'envers. Conclusion : Godard transforme la camelote en art ». Pour mymovies.it, « Godard sait manier les genres, à commencer par les films noirs de série B qu'il cite explicitement (le sujet s'inspire du roman noir de Dolores et Bert Hitchens Pigeon vole), pour raconter l'histoire de cette bande échevelée de malfaiteurs en puissance. Mais ce qui est le plus impressionnant (et marque le spectateur qui a une sensibilité qui va au-delà de la surface de l'« histoire »), c'est la façon dont, dans une affaire apparemment légère, il sait insérer des signaux de noirceur qui en changent le signe. A commencer par le « jeu » entre Franz et Arthur qui simule une fusillade à la Billy the Kid qui anticipe ce qui se passera plus tard ».
Bande à part est souvent considéré comme l'un des films les plus accessibles de Godard ; pour le Lexikon des internationalen Films, le film est une « parodie de gangster située sur deux niveaux de réalité, avec une multitude de gags visuels, sonores et narratifs. Le gris sur gris et la désolation de la banlieue parisienne sont captés avec une grande sensibilité par la photographie en noir et blanc. Une comédie très inventive, en même temps sans doute l'œuvre la plus joyeuse et la plus accessible de Godard ». De même, la critique Amy Taubin l'a qualifié de « film de Godard pour les gens qui ne s'intéressent pas beaucoup à Godard ». Par exemple, il a été le seul film de Godard sélectionné pour la liste des 100 meilleurs films du Time. Bande à part a également été classé no 79 dans la liste des 100 meilleurs films du cinéma mondial établie par le magazine Empire en 2010.

## Postérité
La scène de la danse Madison a influencé la scène de danse avec Uma Thurman et John Travolta dans Pulp Fiction de Quentin Tarantino (1994). Bande à part est en effet le Godard préféré de Tarantino, dont le titre a inspiré le nom de sa société de production A Band Apart.
La scène de danse a également influencé des scènes dans Simple Men (1992) de Hal Hartley et The Go-Getter (2007) de Martin Hynes. Dans Un week-end à Paris (2013) de Roger Michell, les personnages principaux voient la scène de danse sur un écran de télévision dans leur chambre d'hôtel à Paris et imitent brièvement cette danse eux-mêmes. La scène finale du film est une reconstitution plus longue dans un café après qu'un des personnages a joué la musique sur un juke-box. Dans The Gentlemen's Wager, un court-métrage de 2014 réalisé pour promouvoir le whisky Johnnie Walker, Jude Law et un groupe de danseurs exécutent la danse de Madison de Bande à part afin de gagner un pari. Emma Stone, Jonah Hill et Rome Kanda exécutent le même pas de danse dans Exactly Like You, le cinquième épisode de la série Netflix Maniac diffusée en 2018. La scène de danse entière a également été utilisée dans le clip vidéo pour la chanson Dance with Me du groupe Nouvelle Vague, tirée de leur album Bande à part (2006). Le groupe a emprunté son nom à une scène du film, où Arthur et Odile marchent dans une rue et passent devant un magasin dont la porte est ornée de l'inscription « Nouvelle Vague » en grosses lettres. Le groupe de pop-folk catalan Els Amics de les Arts reprend la scène de la danse dans le clip de leur chanson Jean Luc. Le clip musical Un romantico a Milano (2005) du groupe italien Baustelle rend également hommage au film.
Dans une scène du film, les acteurs font la course dans les salles du musée du Louvre et notamment dans la Grande Galerie sous le prétexte de battre le record de vitesse de visite du Louvre détenu, en 9 min 45 s, par un Américain, Jimmy Johnson de San Francisco. Ils slaloment parmi les malheureux gardiens qui essayent en vain de les arrêter et réalisent le nouveau temps record de 9 min 43 s. Dans une scène d'Innocents: The Dreamers (2003) de Bernardo Bertolucci, les trois jeunes étudiants passionnés par le cinéma et Jean-Luc Godard pulvérisent le record de Bande à part (9 min 43 s) en traversant le musée du Louvre en 9 min 28 s,.

### Revue de presse
- Philippe Maillat, « Bande à part », Téléciné, no 117, Paris, Fédération des Loisirs et Culture Cinématographique (FLECC), octobre-novembre 1964,  (ISSN 0049-3287)